# Richard Belzer
Richard Jay Belzer (Bridgeport, 4 agosto 1944 – Bozouls, 19 febbraio 2023) è stato un attore e comico statunitense.
Era conosciuto per le sue apparizioni al Saturday Night Live, nelle serie televisive Homicide e Law & Order - Unità vittime speciali e nel film Scarface di Brian De Palma.

## Biografia
Inizia la sua carriera come comico specializzato nella stand-up comedy esibendosi nei club: le prime apparizioni televisive risalgono alla metà degli anni settanta durante il Saturday Night Live trasmesso dalla NBC. Grazie alla visibilità raggiunta in televisione viene scritturato per piccole parti in alcuni film di successo tra cui Saranno famosi (1980) e Scarface (1983).
Nello stesso periodo è uno degli ospiti fissi del programma radiofonico National Lampoon Radio Hour assieme ad altri celebri comici quali John Belushi, Chevy Chase, Bill Murray, Gilda Radner e Harold Ramis, in seguito conduce un suo programma sulla radio newyorkese WNBC.
Il successo presso il grande pubblico arriva con la partecipazione a diverse serie televisive, in particolare grazie all'interpretazione del detective John Munch protagonista delle serie Homicide e Law & Order - Unità vittime speciali. Belzer impersona il detective dal 1993 ed è apparso in questo ruolo in ben 11 serie televisive differenti.
Nel 1985 è stato al centro d'una controversia col wrestler Hulk Hogan. Durante uno show televisivo da lui condotto, sfidò Hogan a mostrare al pubblico una delle sue mosse caratteristiche dal vivo, la Chinlock; il wrestler acconsentì, ma la manovra eseguita su Belzer non riuscì, causando al conduttore un immediato e momentaneo svenimento con conseguente caduta a peso morto, sbattendo violentemente la testa sul pavimento e provocandogli una ferita sulla nuca. In seguito a questo incidente, Belzer fece causa sia ad Hogan che alla federazione WWF, chiedendo un risarcimento di 5 milioni di dollari, ma il tutto fu risolto nel 1990 con un risarcimento di 400000 dollari.
Muore il 19 febbraio 2023 a seguito di complicazioni per insufficienza respiratoria mentre si trovava a Bozouls in Francia. La salma è stata cremata.

## Vita privata
Era cugino dell'attore Henry Winkler.
Sia il padre che il fratello di Belzer morirono suicidi rispettivamente nel 1968 e 2014.

## Filmografia

### Cinema
- The Groove Tube, regia di Ken Shapiro (1978)
- Saranno famosi (Fame), regia di Alan Parker (1980)
- Papà, sei una frana (Author! Author!), regia di Arthur Hiller (1982)
- Night Shift - Turno di notte (Night Shift), regia di Ron Howard (1982)
- Flicks, regia di Peter Winograd e Kirk Henderson (1983) - (episodio "New Adventures of the Great Galaxy")
- Scarface, regia di Brian De Palma (1983)
- America, regia di Robert Downey Sr. (1986)
- Io vi ucciderò, regia di Francis Delia (1987)
- Tipi sbagliati, regia di Danny Bilson (1988)
- Il grande regista (The Big Picture), regia di Christopher Guest (1989)
- Fletch - Cronista d'assalto (Fletch Lives), regia di Michael Ritchie (1989)
- Il falò delle vanità (The Bonfire of the Vanities), regia di Brian De Palma (1990)
- Cercasi colpevole disperatamente, regia di Edward Bianchi (1991)
- Missing Pieces, regia di Leonard Stern (1992)
- Lo sbirro, il boss e la bionda (Mad Dog and Glory), regia di John McNaughton (1993)
- Occhi di serpente (Dangerous Game), regia di Abel Ferrara (1993)
- Genitori cercasi (North), regia di Rob Reiner (1994)
- Il terrore dalla sesta luna (The Puppet Masters), regia di Stuart Orme (1994)
- Killer dallo spazio, regia di Terence H. Winkless (1995)
- Girl 6 - Sesso in linea (Girl 6), regia di Spike Lee (1996)
- A Very Brady Sequel, regia di Arlene Sanford (1996)
- Bus in viaggio (Get on the Bus), regia di Spike Lee (1996)
- Species II, regia di Peter Medak (1998)
- Jump, regia di Justin McCarthy (1999)
- Man on the Moon, regia di Miloš Forman (1999)
- Polish Bar, regia di Ben Berkowitz (2010)
- Santorini Blue, regia di Matthew D. Panepinto (2013)
- The Comedian, regia di Taylor Hackford (2016)

### Televisione
- Sesame Street – serie TV, 1 episodio (1978)
- Moonlighting – serie TV, 1 episodio (1985)
- Miami Vice – serie TV, episodio 2x21  (1986)
- Tattingers – serie TV, 1 episodio (1989)
- Flash – serie TV, 10 episodi (1990-1991)
- L'amico di legno (What a Dummy) – serie TV, 1 episodio (1990)
- Monsters – serie TV, 1 episodio (1991)
- Good Sports – serie TV, 2 episodi (1991)
- Human Target – serie TV, 1 episodio (1992)
- Homicide – serie TV, 122 episodi (1992-1999)
- Corsie in allegria (Nurses) – serie TV, 1 episodio (1994)
- Lois & Clark - Le nuove avventure di Superman (Lois & Clark: The New Adventures of Superman) – serie TV, 4 episodi (1994)
- Law & Order - I due volti della giustizia (Law & Order) – serie TV, 4 episodi (1996-2000)
- X-Files (The X-Files) – serie TV, 1 episodio (1997)
- Innamorati pazzi (Mad About You) – serie TV, 1 episodio (1999)
- Law & Order - Unità vittime speciali (Law & Order: Special Victims Unit) – serie TV, 320 episodi (1999-2016)
- The Beat – serie TV, 1 episodio (2000)
- South Park – serie TV, 1 episodio (2000) - voce
- Una famiglia del terzo tipo (3rd Rock from the Sun) – serie TV, 1 episodio (2000)
- Law & Order - Il verdetto (Law & Order: Trial by Jury) – serie TV, 1 episodio (2005)
- BelzerVision – documentario TV, diretto da Richard Belzer (2006)
- Minding the Store – serie TV, 1 episodio (2005)
- Arrested Development - Ti presento i miei (Arrested Development) – serie TV, 2 episodi (2006)
- The Wire – serie TV, 1 episodio (2008)
- 30 Rock – serie TV, 3 episodi (2011-2013)

## Doppiatori italiani
Nelle versioni in italiano delle opere in cui ha recitato, Richard Belzer è stato doppiato da:
- Lucio Saccone in Bus in viaggio, Girl 6 - Sesso in linea, Law & Order - Unità vittime speciali, Law & Order - Il verdetto, The Wire, Unbreakable Kimmy Schmidt
- Luciano Roffi in Flash, Law & Order - I due volti della giustizia (ep. 9x14, 10x14)
- Dario Penne in Homicide, Homicide: The Movie
- Angelo Maggi in Law & Order - I due volti della giustizia (ep. 6x13)
- Massimo Lodolo in Law & Order - I due volti della giustizia (ep. 8x06)
- Vittorio Amandola in Flash
- Sergio Di Giulio in Papà, sei una frana
- Luca Ward in Night Shift - Turno di notte
- Massimo Giuliani in Scarface
- Massimo Cinque in Miami Vice
- Renato Cortesi ne Il terrore della sesta luna
- Mario Scarabelli in The Invaders
- Stefano De Sando in X-Files
- Giovanni Petrucci in Arrested Development - Ti presento i miei